# Cierva Autogiro

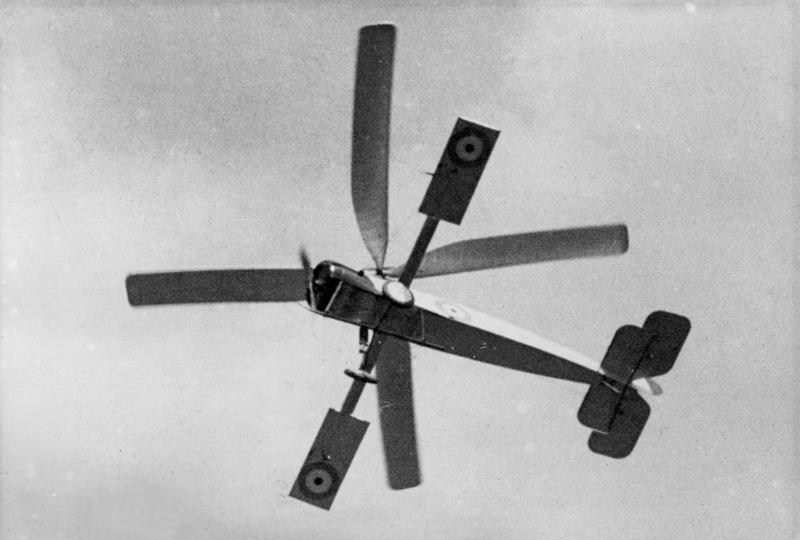
Cierva C.6

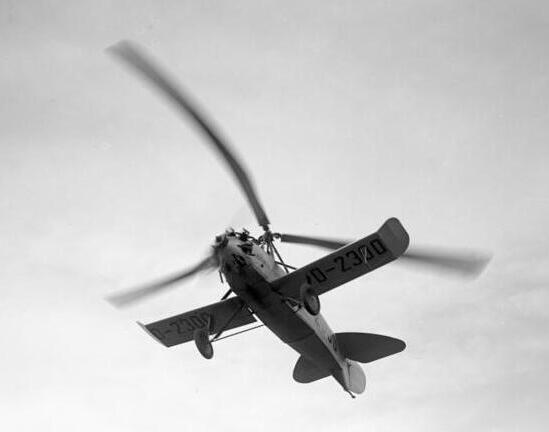
Focke-Wulf C.20 (Cierva C.19)

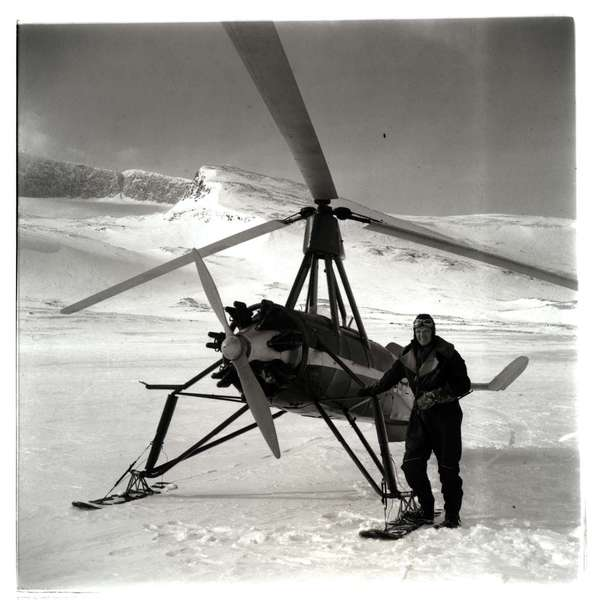
Rolf von Bahr neben seinem Cierva C.30 (Focke-Wulf Fw 30) SE-AEA in Schweden, 1939

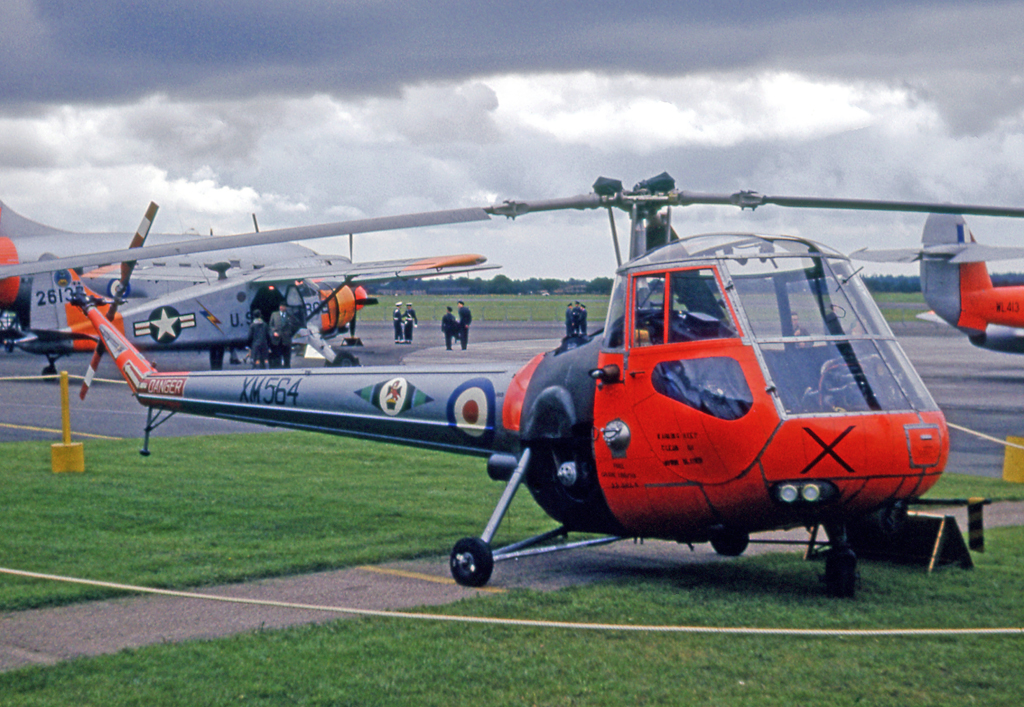
Saunders Roe (Cierva W.14) Skeeter

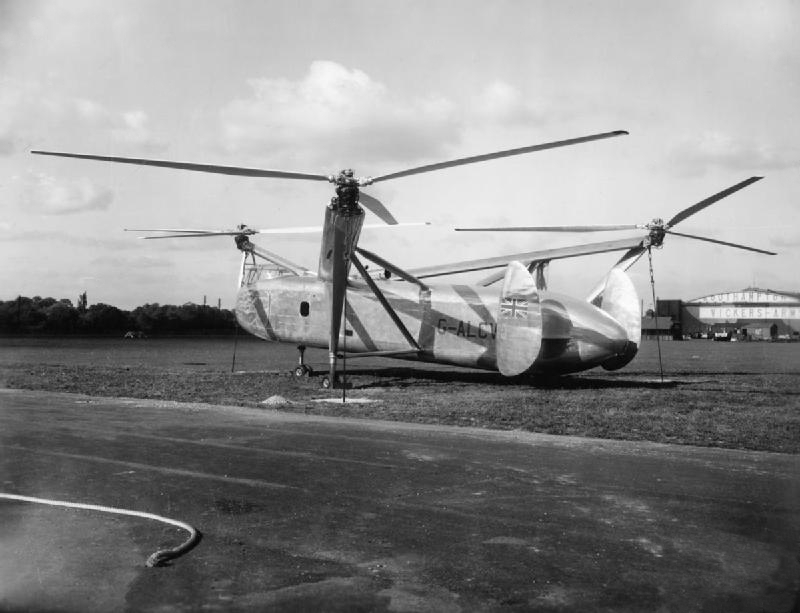
Cierva W.11 Air Horse

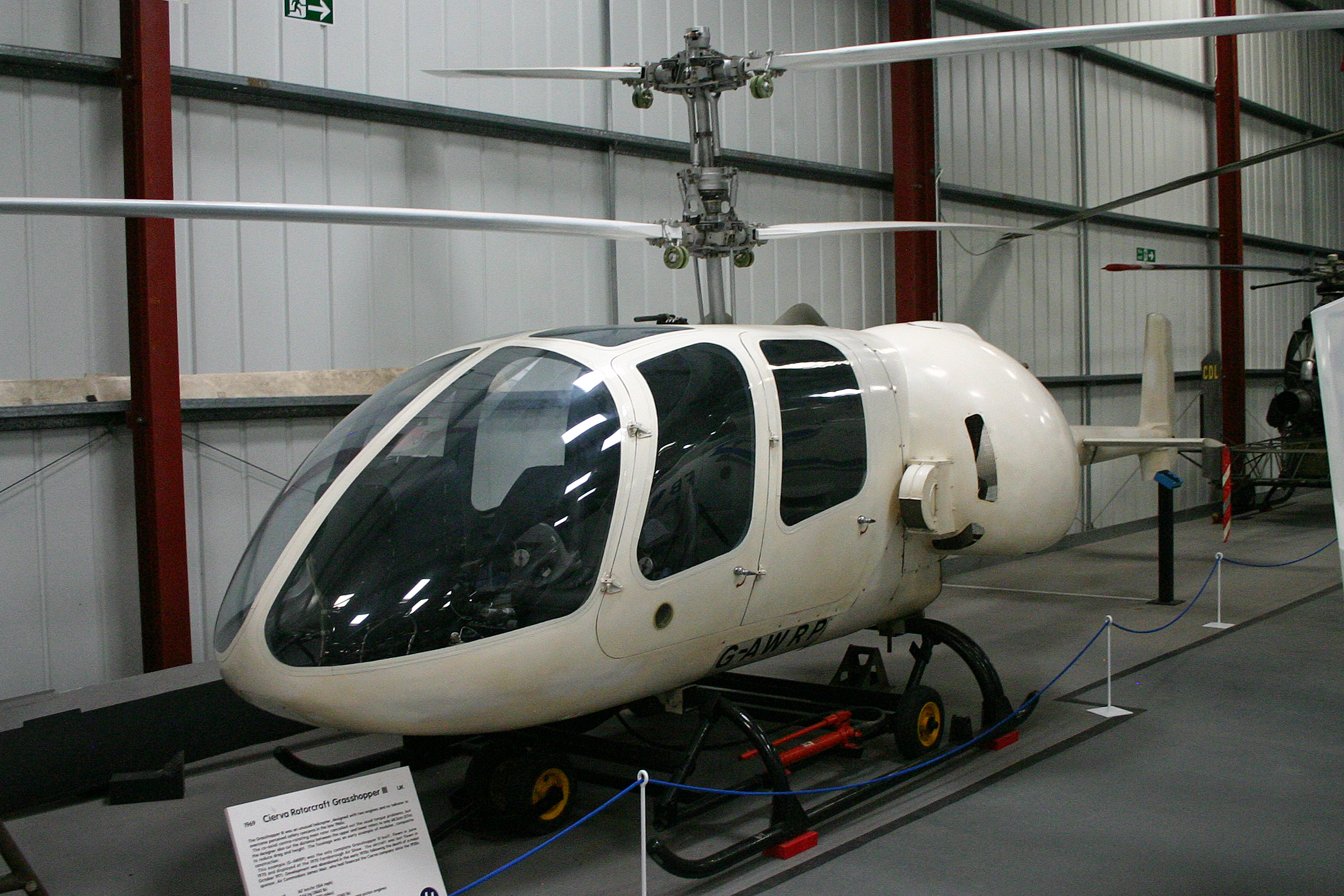
Cierva GR Grasshopper III

Die Cierva Autogiro Company mit Sitz in Southampton wurde 1926 von James George Weir (1887–1973) und dem spanischen Luftfahrtpionier Juan de la Cierva (1895–1936) gegründet. Bekannt wurde die Firma durch die Entwicklung serienreifer Tragschrauber, die auch in Lizenz in größeren Stückzahlen gebaut wurden. In den 1940er-Jahren ließ Cierva den damals größten Hubschrauber der Welt bauen.
Autogiro war Ciervas geschütztes Markenzeichen für Tragschrauber, der in Deutschland auch als Autogyro bezeichnet wird.

## Geschichte
Die ersten Tragschrauber wurden in enger Zusammenarbeit mit der Firma A.V. Roe gebaut und erhielten so zusätzlich auch deren Baumusterbezeichnungen (z. B. Cierva C.6D/Avro 587). Die in England gebaute C.6D gilt als erster zweisitziger Tragschrauber der Welt. 1926 wurden die ersten C.6 an die Royal Air Force in England ausgeliefert. Auch andere Nationen zeigten zu dieser Zeit Interesse an diesem Gerät. Am 5. September 1926 flog Ernst Udet die C.6D auf dem Flugplatz Berlin-Tempelhof.
Juan de la Cierva konnte am 18. September 1928 mit seinem Autogiro Cierva C.8L Mk.II in einer Höhe von 1200 Metern und mit einer Flugdauer von insgesamt 18 Minuten den Ärmelkanal zwischen Lympne und Calais (rund 40 Kilometer) überfliegen.
1928 legte Cierva mit der Gründung der Autogiro Co. of América den Grundstein für die Serienproduktion in den USA. Lizenznehmer war der flugbegeisterte Multimillionär Harold Frederick Pitcairn (1897–1960), der auch als Namensgeber der Produktion unter der Abkürzung PCA stand. Die 300 PS starken Maschinen der Baureihe PCA-2 absolvierten Flüge nach Mexiko und Kuba.
1932 wurde die Cierva Autogiro GmbH in Berlin gegründet. In den folgenden Jahren bis 1938 baute die Firma Focke-Wulf unter deren Lizenz insgesamt 43 Tragschrauber des Typs C.30. Bekannt wurde diese Maschine als Fw 30 Heuschrecke. 1933 begann die Auslieferung des Typs C.30 an Endkunden in Frankreich, Schweden, Holland, Österreich, Australien, Schweiz, Japan und Deutschland. In der Folge verkaufte Cierva mit der C.21 eine Lizenz an Lioré & Olivier in Frankreich. In Serie gefertigt wurde jedoch nur die LeO C.301, die ein Lizenzbau der C.30  war.
Nach dem Tod von de la Cierva 1936 beim Absturz eines Linienfluges führte sein Partner die Geschäfte weiter. Nach der Entwicklung von Tragschraubern wurden jetzt Flugmotoren entwickelt und hergestellt. Wegen des Zweiten Weltkriegs wurde Cierva 1944 mit dem Hubschrauberhersteller G.& J.Weir Ltd. in Glasgow verschmolzen. Die Typen führten jetzt auch das W für Weir.
Der Hubschrauber Cierva W.14 entstand Ende der 1940er Jahre. Es handelte sich um einen kleinen zweisitzigen Hubschrauber, der als einer der ersten in Großbritannien erfolgreich sein sollte. Zur Serienreife gelangte der Typ Skeeter erst durch die Weiterentwicklung bei Saunders-Roe, die 1951 die Rechte erworben hatten. 
Die Bundeswehr hatte elf Skeeter Mk.50 und 51 beschafft, die jedoch bei Luftwaffe und Marine nie zum Einsatz kamen.
Mit der Cierva W.11 Air Horse wurde ein Transport-Hubschrauber entwickelt. Als die Maschine am 8. Dezember 1948 ihren ersten ungefesselten Flug durchführte, stellte sie mit einem Startgewicht von 6600 kg (14.600 lb) auch gleichzeitig einen Weltrekord für Drehflügler auf. Sie war damals der größte Hubschrauber der Welt und insofern einzigartig, als sie drei Hauptrotoren besaß, eine vorher und nachher nie wieder eingesetzte Bauweise. 
Einer der beiden Prototypen stürzte am 13. Juni 1950 bei Testflügen infolge Materialermüdung ab. Der Tod der drei Piloten bedeutete das vorläufige Ende von Cierva. Da nach diesem Unfall die britische Regierung das Interesse an einer Beschaffung verlor, wurde das Projekt eingestellt und Saunders-Roe übernahm die Werkanlagen des Herstellers, der die beiden W.11 am Flugplatz Eastleigh im Auftrag von Cierva gebaut hatte. Der Weir Konzern, heute einer der größten Pumpenhersteller der Welt, zog sich aus dem Bereich der Drehflügler zurück. James George Weir war in der Folge nur noch mit seinen Privatmitteln engagiert.
1969 übernahm Cierva die Firma Rotorcraft und brachte die gemeinsame Entwicklung CR Twin Grasshopper III zur Flugreife. Der Erstflug des ersten von drei Prototypen fand am 18. August 1969 statt. Der leichte Hubschrauber (ehemals CR LTH.1) war für einen Piloten und vier Passagiere ausgelegt.

### Trivia
Im Film Die 39 Stufen von Alfred Hitchcock fliegt James George Weir einen Tragschrauber dieses Herstellers.

## Typen der Cierva Autogiro Company (Auswahl)

### Tragschrauber
- Cierva C.6 (Avro 574, 575)
- Cierva C.8
- Cierva C.9 (Avro 576)
- Cierva C.19 (Avro 620)
- Cierva C.30 (Avro 671)
- Cierva C.33 (Avro 665), Projekt eines viersitzigen Kabinen-Tragschraubers
- Cierva C.37 (Avro 668), Projekt eines zweimotorigen Tragschraubers
- Cierva C.40

#### Lizenzbau im Ausland
- Focke-Wulf C.20 Don Quijote
- Focke-Wulf Fw 30 Heuschrecke (C.30)
- Lioré & Olivier C.21
- Lioré & Olivier LeO C.301 (C.30)

### Hubschrauber
- Cierva W.9
- Cierva W.14 Skeeter
- Cierva W.11 Air Horse
- Cierva CR Twin Grasshopper III